# Ребека Рос
Ребека Рос (на английски: Rebecca Ross) е американска писателка на произведения в жанра фентъзи.

## Биография и творчество
Ребека Росе родена в Атланта, Джорджия, САЩ. След завършването на гимназията работи в ранчо в Колорадо и като училищен библиотекар. Завършва Университета на Джорджия с бакалавърска степен по английска филология.
Първият ѝ роман „Бунтът на кралицата“ от поредицата „Възходът на кралицата“ е издаден през 2017 г. Седемнайсетгодишната Бриена, израснала прочутия приют Магналия в южното кралство Валения, се подготвя за бъдещия си живот. Получава предложение за покровителство от северен лорд, но няма представа за причините и плановете на хората, с които се свързва. На хоризонта се задава война и борба за управление на кралството.
Ребека Рос живее със семейството си в Джорджия.

## Произведения

### Серия „Възходът на кралицата“ (Queen's Rising)
1. The Queen's Rising (2017)
Бунтът на кралицата, изд.: „Сиела“, София (2019), прев. Деница Райкова
2. The Queen's Resistance (2019)
Триумфът на кралицата, изд.: „Сиела“, София (2019), прев. Деница Райкова

### Серия „Омагьосана река“ (A River Enchanted)
1. A River Enchanted (2022)

### Самостоятелни романи
- Sisters of Sword and Song (2020)